# Fœdus de 418
Le fœdus de 418 est le traité d'alliance (fœdus) signé par l'empereur romain d'Occident Flavius Honorius et Wallia, roi des Wisigoths, en reconnaissance notamment des campagnes militaires des Wisigoths en Hispanie contre les Vandales. Les Wisigoths deviennent un peuple fédéré des Romains et reçoivent un territoire dans le Sud-Ouest de la Gaule romaine. Ce fœdus marque le début officiel du royaume wisigoth.

## Contexte
Après le sac de Rome en août 410 par les Wisigoths conduits par Alaric, les Wisigoths passent les Alpes en 412, cette fois sous la conduite d'Athaulf,.
Athaulf est accompagné d'un otage de marque, Galla Placidia, fille de l'empereur Théodose et demi sœur de l'empereur Flavius Honorius, qui avait été emmenée par Alaric lors de la prise de Rome.
D'abord allié avec Jovin, usurpateur romain, Athaulf s'empare de Jovin à Valence en 413 contre la promesse par Honorius d'une importante livraison de blé ainsi que d'un établissement autorisé en terre gauloise. Honorius ne tient pas ses engagements et les Wisigoths tentent de s'emparer sans succès de Marseille, prennent cependant Narbonne en novembre 413, puis l'Aquitaine première, l'Aquitaine seconde et la Novempopulanie. Toulouse est prise en 413 et Bordeaux se proclame ville ouverte.
Athaulf se marie avec Galla Placidia à Narbonne le 1er janvier 414 en présence d'Attale, ancien usurpateur romain et de dignitaires gallo-romains.
Honorius est hostile à ce mariage et pour montrer son mécontentement, il ordonne le blocus de la côté méditerranéenne par la flotte impériale et l'armée du général romain Constance (Flavius Constantius) qui deviendra patrice, puis auguste en 421. En réaction, Athaulf proclame Attale à nouveau empereur, mais rien n'y fait et la famine se répand en Aquitaine. Cela conduit au pillage de nombreuses villes d'Aquitaine et de Narbonnaise. Athaulf prend Barcelone en décembre 414 et s'y installe. Il y est assassiné en août 415 par une faction rivale conduite par Vernulfe. Sigéric est élu roi, mais règne 15 jours, assassiné également par les partisans de Wallia, frère d'Athaulf.

Distribution des peuples germaniques en Hispanie.

Wallia est élu roi et entreprend en 415 des négociations avec l'empereur Honorius et, lui rappelant la fidélité des Wisigoths envers Rome, le contraint à lever le blocus du blé en Méditerranée. En dépit de négociations actives, Wallia ne réussit pas à convaincre Honorius de son désir de conciliation. Il part avec son peuple vers le détroit de Gibraltar afin de passer en Afrique, mais les Vandales en interdisent l'accès. Il reflue vers les Pyrénées mais est arrêté par le patrice Constance avec lequel il accepte d'engager de nouveaux pourparlers.
Wallia accepte de rendre Galla Placidia, la veuve d'Athaulf, convoitée par Constance et reçoit en échange 600 000 mesures de froment. Ils abandonnent également l'usurpateur Attale et sont contraints comme fédérés de se mettre au service de Constance. Ce dernier les charge de nettoyer l'Hispanie des peuples barbares qui s'y trouvent : Vandales Sillings en Bétique, Alains en Lusitanie et dans la région de Carthagène, Vandales Hasdings et Suèves en Galice. Wallia réussit à déloger ces peuples à l'exception des Suèves dans le nord-ouest et des Vandales dans l'extrême sud de la péninsule.

## Contenu du traité
Honorius, satisfait des Wisigoths et de leurs campagnes militaires qui avaient assaini l'Hispanie pour son propre compte, prend la décision d'octroyer un pacte aux Wisigoths. Ce traité est signé par Honorius d'une part et Wallia d'autre part, par l'entremise du patrice Constance.
Par ce traité, les Wisigoths ont le droit de s'installer en Aquitaine seconde dans les villes de Poitiers, Saintes, Angoulême, Périgueux, Bordeaux, Agen et à Toulouse en Narbonnaise première.
Le droit est étendu, par l'intermédiaire de Constance, à la Novempopulanie, c'est-à-dire aux cités d'Eauze, Dax, Lectoure, du pays de Comminges, du Couserans, du pays de Lescar, d'Aire-sur-l'Adour, de Bazas, de Tarbes, d'Oloron et d'Auch.
Le fœdus de 418 n'est pas le premier, mais les traités n'avaient jusque-là concernés que l'implantation aux frontières de l'empire, jamais un empereur romain n'avait encore songé à établir un royaume barbare dans une des parties les plus riches de l'empire.
Cette hospitalité comporte d'autres clauses importantes. Jusqu'en 418, l'hospitalité consiste pour le pouvoir romain à délivrer au soldat et au fonctionnaire barbare un bon de réquisition qui lui donne le droit au logement dans une demeure particulière et des bons de vivres qu'il présente aux magasins du service public de l'annone. Le patrice Constance préfére accorder aux Wisigoths une donation en terres arables d'un tiers, les deux autres tiers demeurant, en prés, en bois, et en grands domaines, aux mains de l'aristocratie gallo-romaine.
Si généreuse qu'elle soit, la donation d'un tiers des terres arables par domaine a pour effet de disperser les 100 000 Wisigoths à travers un vaste territoire et de rendre leur regroupement difficile. Ils se trouvent « noyés » en quelque sorte dans une population dix ou vingt fois plus nombreuse dont le style de vie et de religion diffèrent des leurs. Victorieux sur le plan militaire, ils sont perdants sur le plan culturel et en sont conscients.
Les propriétaires gallo-romains des régions concernées offrent étonnamment peu de résistance. Ils comprennent que la solution d'Honorius est la meilleure. La cession des terres agricoles est lourde mais supportable. Mais ils peuvent compter sur les Wisigoths qui les cultivent pour les défendre contre les Bagaudes qui écument le pays.
Conformément à une coutume en vigueur depuis longtemps, le traité stipule également que les Gallo-Romains livreraient aux Wisigoths des otages comme garant des clauses de l'accord.

### Sources et bibliographie
- Joël Schmidt, Le royaume wisigoth d'Occitanie, Paris, Éditions Perrin, coll. « Tempus » (no 226), juin 2008 (1re éd. 1992), 195 p. (ISBN 978-2-262-02765-0)